# Przełęcz Wilcza
Przełęcz Wilcza (532 m n.p.m.) – przełęcz w południowo-zachodniej Polsce, w Sudetach Środkowych, w Grzbiecie Zachodnim pasma Gór Bardzkich.

## Położenie i opis
Przełęcz położona jest w północno-zachodniej części Grzbietu Zachodniego, na północ od miejscowości Wilcza.
Stanowi niewielkie siodło, głęboko wcięte między wzniesieniami: Wilczak (637 m n.p.m.) na wschodzie i Słup (667 m n.p.m.) na północnym zachodzie.
Okolice przełęczy częściowo porośnięte są lasem regla dolnego, składające się z drzewostanu świerkowego z domieszką buka. Na samej przełęczy ciągną się niewielkie śródleśne łąki.
Przez przełęcz prowadzi serpentynami lokalna droga z Wojborza przez Żdanów do Srebrnej Góry.

## Ochrona przyrody
Przełęcz położona jest w obszarze chronionego krajobrazu Gór Bardzkich.

## Turystyka
Przez przełęcz przechodzą szlaki:
- turystyczny

 odcinek Europejskiego Szlaku Długodystansowego ze Srebrnej Góry do Lądka-Zdroju,
 Przełęcz Wilcza - Wilcze Rozdroże - Czeski Las. Umożliwia wariantowe przejście z Barda na Przełęcz Srebrną. Łącznik do Głównego Szlaku Sudeckiego  w Czeskim Lesie.
- rowerowe

 – trasa dookoła Barda
 – trasa Srebrna Góra – Ząbkowice
Na przełęczy znajduje się parking oraz wiata turystyczna z kominkiem.